# サウラビ
サウラビまたはサウルアビとは、「戦う男」を意味する現代朝鮮語。韓国では「侍（さむらい）」の語源は「古代朝鮮語」の「サウラビ」であるとの虚偽の主張が普及したが、史学・科学的根拠が皆無であり、代表的な韓国起源説。史実では1962年にドラマに出てくる「兵士一般」を表現するために作られた造語。

## 概要
近代の韓国国内で、朝鮮語の「サウラビ」（戦う男）が日本語の「サムライ」の語源であるとの主張や、百済の武士（サウラビ）が日本に渡り、日本の武士・侍の源流になったとの主張がなされている。
科学的、および史学的な観点から、「サウラビ」から「サムライ」への音変化は言語学的にあり得ない上に

、「ssaul」は現代朝鮮語であり、中期朝鮮語では「saho-da」であった事実が考慮されておらず、かつ「ssaul-abi」なる語が実在したという文献上の証拠、いわゆる史料も存在しない。また、サウラビの語源は百済語だとされているが、現代朝鮮語は百済を滅ぼした新羅語が基礎になっているとされている、そのため本来は比較対象にすらないはずである。主張され始めたころはあくまで侍の語源がサウルアビであるかも知れないとの空想に基づいた論説だったのだが、次第にその説に尾ひれがつき、拡大解釈され、語源だけではなく侍自体の起源まで韓国であると主張されるようになった。
武士が朝鮮から日本へと伝わったという歴史上の根拠は全く存在しない。そもそも当時の朝鮮半島（サウラビ説の場合、百済を指す事が多い）には「官人として武装しており、律令官制の中で訓練を受けた常勤の公務員的存在」である武官は存在していたものの、そのシステムから外れてしまった存在とも言える「武士」は存在しなかった。日本でも律令制以前は物部氏や大伴氏のように軍事を担当する氏が存在していたが律令制下ではそのような「特定の職務を担当する同族集団」と言う存在は否定されており、それらの氏族は軍事組織（軍団）に取って代わられてしまった。こうやって一度は消滅した職能軍事組織（武士）が復活するのは律令制が機能しなくなり、中央による統制が地方まで行き届かなくなった10世紀頃だとされている。サウラビ説を主張する人々は大抵「サウラビとは百済におけるエリート戦士層だった」と主張しているがそのようなものが百済に実在したという史料は全く存在せず、また律令制下ではそのような「エリート戦士層」が存在し得ないので、この主張には現実的にはありえない。
日本において、武士が誕生したのは律令制が崩壊し、王朝国家体制がそれに取って代わった事に起因している。この国家体制の変更の結果誕生した軍事貴族層が後で言う「武士」の母体となったが、極端に言えば軍事貴族と言うのは中央の政界で没落して地方に土着した者達やその子孫の事であり、中央政府は治安・統制維持のためにその武力を必要としつつも彼らをそう高く評価はしていなかった（官位で言うと正四位止まりであった）。この時点では軍事貴族ではない一般武士層が侍身分（貴族に仕えるもの＝侍る者、詳しくは侍の語源参照）として捉えられていたが時代が下るに連れて武士階層はその裾野が広がり、官位を全く有しない地侍等も含められるようになっていた。しかしこの時点では確かに「戦士層」としての立場を確立しつつあったものの、エリート層とは程遠い存在であった。
その後平清盛が軍事力を後ろ盾に平氏政権と言う初期の武家政権を作り上げ、これを打倒した源頼朝が鎌倉幕府を開くに及んで従来の貴族制をバックボーンとしていた軍事貴族は消滅し、武士の時代となる。その後も武家政権が続く事となるが、侍がこれらの説で主張されるような武士道に則って行動するエリート戦士層（為政者層）になった、もしくはそのようなイメージが出来上がったのはそれより遥か後の江戸幕府以降の事である。また近世に至って、過去の“武士の時代”に対する憧憬などにより、良いイメージだけが高められた結果、日本および諸外国において「侍」「SAMURAI」などの概念が形成された。今我々が知っている「侍」と言う存在は見ての通り日本を取り巻く環境の変化のせいで生まれ、数々の変遷を辿って日本発の文化として出来上がったものであり、この説で主張されているように、発生時の外国の影響を見出すのは難しい。
また、百済発祥説以外の説では慶一大学総長の李南教（イ・ナムギョ）が主張する新羅の花郎達が自分達の行動規範としていた花朗道こそ侍（武士道）の原点であり、「侍」は朝鮮語で「戦う親父」と言う意味だったとする説を展開している。ただし花郎軍事組織説は基本的に否定されており、朝鮮の文献に「花郎道」と言う言葉は全く登場しないためどちらも創作である可能性が高い。そもそも武士道が存在したから武士が出現したわけではなく、武士が存在したからこそ武士道と言う思想が登場したのだが、武士（武士道）の出現を「花郎道」に求めた場合はその順序が逆になってしまう。
実際の侍(サムライ)の語源は、日本の平安時代に貴族を警護していた警護武士が、『侍』（はべる）と漢字で書き、同じ意味の動詞サモラフ、サブラフを当てた（同語源の候も参照）ことからである。

### 歴史
- 1962年
  - ソウル中央放送局（現・KBS第1テレビ）で放送された『カンガンスウォレ』のために作家の金英坤（김영곤 キム・ヨンゴン）が「サウラビ」という言葉を造って初めて使用される[1]。同番組は新羅時代の朴提上（＝金提上、毛麻利叱智）を主人公にした連続歴史ドラマである。金英坤は東亜日報（1962年11月20日）のインタビューで「朴堤上の足跡を再現し、昔の武士を『サウラビ』という現代語に変えたことだけでも作家としての誇りを感じた」と語っている[1]。
- 1981年
  - 1962年に報じたはずの東亜日報が「日本のサムライの起源は古代韓国のサウラビだった」と報道[1]。
- 1983年
  - 漢陽大学教授の数学者金容雲が著書の中で、『韓国語で戦うということを「サウル」といい、男を「アビ」という。「戦う男」を韓国語でじかに表現すると、「サウルアビ」になる。飛躍がすぎると叱られるのを覚悟で、アマチュア式思考でいうと、日本の「サムライ」と、韓国の「サウルアビ」と、なにかつながりがありそうに考えられる。』 と主張[8]。水野俊平によると、これがサウラビ起源説の始まりと考えられる[2]。
- 1985年
  - 日本語の「サムライ」の語源が朝鮮語の「サウラビ」であるとの説が、韓国の学会で発表されたと韓国の新聞に掲載される[9]。この頃より、サウラビ起源説が韓国メディアに取り上げられるようになる。
- 2002年
  - 日韓合作映画サウラビが公開される。朝鮮日報のよると映画は、「三国時代、百済人が日本を開拓して文物伝播した歴史的事実を土台に、サウラビの魂が日本の侍精神に発展したという前提が込められている。」という韓国人の考える百済と日本の関係に基づいていて、「日本側の関係者がこうした歴史的事実に驚き、今後の文化交流の尖兵になるであろうと自認した」と主張された[10]、百済のサウラビは日本の武士の源流だったという考えで作られた映画だと明かしている。この映画の公開に伴い、日韓両国でサウラビ起源説の認知度が上がる[1]
- 2009年
  - 慶一大学総長の李南教が「侍」は朝鮮語で「戦う親父」と言う意味だったとする説を新聞のコラム内で主張。
- 2017年
  - 東亜日報の記者が1962年の自社記事を引用して、サウラビが「サムライ」の起源の確率は0とする[1]。